# Javor (Berg)
Der Javor (Großer Ahrenberg, 692,3 m n.m.) ist ein Berg im Lausitzer Gebirge nordöstlich von Česká Kamenice (Böhmisch Kamnitz) und nordwestlich von Kytlice.
In der Umgebung befinden sich im Westen der markante Studenec (Kaltenberg), der Javorek (Kleiner Ahrenberg) sowie der Zlatý vrch (Goldberg) und im Norden der Chřibský vrch (Himpelberg) sowie der Hřebec (Schindelhengst). Nordöstlich liegt die Jedlová (Tannenberg), der dritthöchste Gipfel des Lausitzer Gebirges nach der Lausche und dem Pěnkavčí vrch (Finkenkoppe).